# NGC 6958
NGC 6958 (również PGC 65436) – galaktyka eliptyczna (E-S0), znajdująca się w gwiazdozbiorze Mikroskopu. Odkrył ją John Herschel 24 sierpnia 1834 roku.